# Alice Verne-Bredt

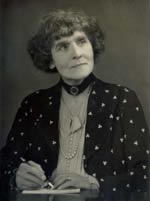
Alice Verne-Bredt rond 1920.

Alice Barbara Verne-Bredt (geboortenaam Wurm) (1864, Southampton - 1958, Londen) was een Engels pianoleerkracht, violist en componiste. Ze is bekend als innovator van percussiegroepen voor kinderen in het Verenigd Koninkrijk.

## Leven en carrière
Alice werd geboren te Southampton. Ze was het zesde kind van tien. Haar ouders waren Beierse professionele muzikanten die in de jaren 1850 emigreerden naar Engeland. Haar vader was actief als organist en muziekleerkracht en was gespecialiseerd in citer, viool en piano. Haar moeder was violiste en gaf Alice reeds vioolles op jonge leeftijd. Tijdens haar jeugd verhuisde Alice naar Londen, waar ze de rest van haar leven spendeerde. Ze kreeg er pianoles van Robert Schumann en Clara Schumann's dochter Marie.
Alice wilde zangeres worden, maar haar stem werd aangetast door buiktyfus. In 1893 verengelste haar familie hun achternaam van Wurm naar Verne. Alice huwde met William Bredt, een amateur-muzikant en dirigent. Het koppel speelde een grote rol in het succes van de Londense pianoschool die Alice's zus Mathilde Verne (1865–1936) stichtte in 1909.
Alice nam de leiding over de juniorafdeling van de school op zich. De afdeling vergaarde enige faam omdat het een huwelijksmars voor Elizabeth Bowes-Lyon componeerde.

## Werkselectie

### Kamermuziek
- Cello Sonate
- Phantasie Piano Trio (1908) – winnaar van de Cobbett prijs. Een compositie voor piano, ciool en cello die op 25 januari 1912 werd uitgevoerd in de Aeolian en Bechstein hallen.[5]
- Phantasie Piano Quartet (1908) (onuitgegeven)
- Phantasie Piano Quintet (geen datum, onuitgegeven)
- Piano Trio, No. 2
- Piano Trio, No. 3
- Wiegenlied voor viool en piano (1911)[6]

### Pianomuziek
- Arrangement of Pavane: op basis van Hendrik VIII's Pavyn (1924)[7]
- Four easy inventions for young pianists (1920)[8]
  - Musical box
  - The little drum
  - Concert study
  - The doll's promenade
- Polacca (Polka) voor piano en orkest (en voor strijkersbegeleiding)[9]
- Valse (1913)[10]
- Valse Miniature voor 2 piano's (1913)[11]